# Уромское (сельское поселение)
Уромское — упразднённое муниципальное образование со статусом сельского поселения в Малопургинском районе Удмуртии Российской Федерации.
Административный центр — село Уром.
25 июня 2021 года упразднено в связи с преобразованием муниципального района в муниципальный округ.

## История
Статус и границы сельского поселения установлены Законом Удмуртской Республики от 14 июля 2005 года № 47-РЗ «Об установлении границ муниципальных образований и наделении соответствующим статусом муниципальных образований на территории Малопургинского района Удмуртской Республики».

## Население
| 2010  | 2012  | 2013  | 2014  | 2015  | 2016  | 2017  |
| ----- | ----- | ----- | ----- | ----- | ----- | ----- |
| 2909  | ↘2878 | ↗2892 | ↘2878 | ↗2886 | ↗2889 | ↘2888 |
| 2018  | 2019  | 2020  |       |       |       |       |
| ↘2856 | ↘2843 | ↘2809 |       |       |       |       |

## Состав сельского поселения
| №  | Населённый пункт | Тип населённого пункта       | Население |
| -- | ---------------- | ---------------------------- | --------- |
| 1  | Алганча-Игра     | деревня                      | ↘262      |
| 2  | Баднюк           | деревня                      | ↗13       |
| 3  | Бажаново         | деревня                      | ↗155      |
| 4  | Бугрыш           | деревня                      | →13       |
| 5  | Гари             | выселок                      | ↘6        |
| 6  | Гожня            | деревня                      | ↘701      |
| 7  | Дома 1066 км     | починок                      | ↘6        |
| 8  | Дома 1068 км     | починок                      | ↗25       |
| 9  | Дома 1072 км     | починок                      | ↘16       |
| 10 | Дома 1074 км     | починок                      | ↘1        |
| 11 | Дома 1077 км     | починок                      | ↗40       |
| 12 | Каймашур         | деревня                      | ↗45       |
| 13 | Карашур          | деревня                      | ↘192      |
| 14 | Косоево          | деревня                      | →105      |
| 15 | Лебедевка        | деревня                      | →46       |
| 16 | Малая Уча        | деревня                      | ↘106      |
| 17 | Пытцам           | деревня                      | ↘67       |
| 18 | Уром             | село, административный центр | ↘1079     |